# Type 054 (lớp khinh hạm)
Tàu hộ vệ Type 054 (NATO định danh tàu hộ vệ lớp Giang Khải I) là một lớp tàu hộ vệ đa năng được sử dụng bởi Hải quân Trung Quốc (PLAN) vào năm 2005 để thay thế lớp tàu hộ vệ Type 053H3. Lớp 054 chỉ có hai chiếc được chế tạo mang tên Mã An Sơn (525) và Ôn Châu (526), sau đó Trung Quốc chuyển sang sản xuất lớp 054A hiện đại hơn với hệ thống phóng tên lửa thẳng đứng (VLS).

## Thiết kế
Type 054 có thiết kế thân tàu tàng hình với bề mặt nghiêng, vật liệu hấp thụ sóng radar và giảm thiểu nhiều góc cạnh ở cấu trúc thượng tầng.
Vũ khí chống tàu mặt nước chính là hai giàn 4 ống phóng sử dụng tên lửa hành trình chống hạm YJ-83. Về vũ khí phòng không, tàu vẫn giữ lại hệ thống tên lửa phòng không HQ-7 của lớp 053H3 trước đó; HQ-7 là phiên bản cải tiến của tên lửa Crotale của Pháp; hệ thống này gồm một giàn 8 ống phóng trong trạng thái sẵn sàng bắn, và 16 ống phóng được lưu trữ trong máy nạp đạn tự động. Khả năng phòng thủ tầm gần được cải thiện với bốn bệ pháo AK-630 CIWS. Pháo chính của tàu là pháo 100 mm, cũng dựa theo thiết kế của Pháp.
Tàu trang bị bốn động cơ diesel hàng hải CODAD Type 16 PA6 STC do SEMT Pielstick thiết kế, mỗi động cơ có công suất 6.330 mã lực. Trung Quốc đã mua giấy phép sản xuất động cơ vào tháng 4 năm 2002, và chế tạo tại Nhà máy Động cơ Diesel Thiểm Tây. Các báo cáo khác cho rằng mỗi tàu Type 054 được trang bị hai (hoặc bốn) động cơ Type 16 PA STC và hai động cơ diesel MTU 20V 956TB92.

### So sánh với tàu hộ vệ lớpLa Fayette
Type 054 có hình dáng và kích thước tương tự lớp tàu hộ vệ La Fayette của Pháp. Ngoài ra, Trung Quốc còn sử dụng thiết bị điện tử và vũ khí của Pháp, hoặc có nguồn gốc từ Pháp. Pháp đã xuất khẩu những hệ thống này sang Trung Quốc vào thập niên 1980, và sau đó cấp giấy phép sản xuất, những hệ thống này tương tự như những hệ thống được sử dụng trên tàu La Fayette vào thời điểm đó.
Các tàu hộ vệ thế hệ sau như Type 054A được tích hợp nhiều hệ thống nội địa tiên tiến hơn.

## Lịch sử hoạt động
Hai tàu Mã An Sơn và Ôn Châu xuất phát từ Chu Sơn vào ngày 21 tháng 2 năm 2011 để thực hiện nhiệm vụ tuần tra chống cướp biển ngoài khơi Somalia. Đây là nhóm tuần tra thứ tám của Trung Quốc, và được đặt tên là 'Lực lượng đặc nhiệm 526' - dựa theo số hiệu của tàu Ôn Châu, do phó đô đốc Hàn Tiểu Hổ chỉ huy. Trên đường đi, nhóm tàu dừng lại ở Karachi trước khi lại nhổ neo tiếp tục hành trình vào ngày 13 tháng 3 năm 2011, tàu tiếp tế Type 903 Hồ Thiên Đảo (886) sau đó cũng đã gia nhập vào nhóm tàu.

## Danh sách tàu trong lớp 054
| Số hiệu | Tên tàu            | Nơi đóng tàu                       | Đặt lườn          | Hạ thủy              | Biên chế            | Hạm đội          | Tình trạng     |
| ------- | ------------------ | ---------------------------------- | ----------------- | -------------------- | ------------------- | ---------------- | -------------- |
| 525     | 马鞍山 / Mã An Sơn | Nhà máy đóng tàu Hỗ Đông-Trung Hoa | Tháng 12 năm 2001 | 11 tháng 9 năm 2003  | 18 tháng 2 năm 2005 | Hạm đội Đông Hải | Đang hoạt động |
| 526     | 温州 / Ôn Châu     | Nhà máy đóng tàu Hoàng Phố         | Tháng 2 năm 2002  | 30 tháng 11 năm 2003 | 26 tháng 9 năm 2005 | Hạm đội Đông Hải | Đang hoạt động |